# The Age of Innocence (filme)
The Age of Innocence (bra: A Época da Inocência; prt: A Idade da Inocência) é um filme norte-americano de 1993 do gênero drama romântico, dirigido por Martin Scorsese, com roteiro dele e Jay Cocks baseado no romance The Age of Innocence, de Edith Wharton.

## Elenco
- Michelle Pfeiffer.... Ellen Olenska
- Winona Ryder.... May Welland
- Daniel Day-Lewis.... Newland Archer
- Miriam Margolyes.... Sra. Mingott
- Alexis Smith.... Louisa van der Luyden
- Geraldine Chaplin.... Sra. Welland
- Mary Beth Hurt.... Regina Beaufort
- Alec McCowen.... Sillerton Jackson
- Richard E. Grant.... Larry Lefferts
- Robert Sean Leonard.... Ted Archer
- Siân Phillips.... Sra. Archer
- Jonathan Pryce.... Rivière
- Michael Gough.... Henry van der Luyden

## Prêmios e indicações
| Prêmio             | Categoria                 | Recipiente                                | Resultado |
| ------------------ | ------------------------- | ----------------------------------------- | --------- |
| Globo de Ouro 1994 | Melhor atriz coadjuvante  | Winona Ryder                              | Venceu    |
| Globo de Ouro 1994 | Melhor atriz - drama      | Michelle Pfeiffer                         | Indicada  |
| Globo de Ouro 1994 | Melhor filme - drama      | Barbara De Fina (prod.)                   | Indicado  |
| Globo de Ouro 1994 | Melhor direção            | Martin Scorsese                           | Indicado  |
| Oscar 1994         | Melhor figurino           | Gabriella Pescucci                        | Venceu    |
| Oscar 1994         | Melhor atriz coadjuvante  | Winona Ryder                              | Indicada  |
| Oscar 1994         | Melhor trilha sonora      | Elmer Bernstein                           | Indicado  |
| Oscar 1994         | Melhor roteiro adaptado   | Jay Cocks, Martin Scorsese                | Indicado  |
| Oscar 1994         | Melhor direção de arte    | Robert J. Franco (cenog.); Dante Ferretti | Indicado  |
| BAFTA 1994         | Melhor atriz coadjuvante  | Miriam Margolyes                          | Venceu    |
| BAFTA 1994         | Melhor atriz coadjuvante  | Winona Ryder                              | Indicado  |
| BAFTA 1994         | Melhor cinematografia     | Michael Ballhaus                          | Indicado  |
| BAFTA 1994         | Melhor design de produção | Dante Ferretti                            | Indicado  |

## Sinopse
Em 1870, condessa estadunidense abandona o marido na Europa e se muda para Nova York, escandalizando a sociedade local ao se aproximar do primo de seu marido, um rico e conservador advogado que está noivo de outra.